# ولسوالی قیصار
ولسوالی قیصار یکی از ۱۴ ولسوالی‌‌‌‌ ولایت فاریاب، به مرکزیت شهر قیصار در شمال غربی افغانستان است. قیصار از ولسوالی‌های درجه اول ولایت فاریاب بوده، پهناوری آن ۲۵۰۲ کیلومتر مربع است و با ۱۶۳٬۸۳۸ نفر جمعیت در سال ۱۳۹۹ بنابر روایت ها و گفته های متنفذین نزدیک چهار لگ نفوس تخمینی را دارا میباشد، دومین ولسوالی پر جمعیت‌ ولایت فاریاب می‌باشد.اکثریت باشندگان آن سه قوم بزرگ اوزبیک شامل(سادات،قپچاق،اونغه جیت) و ترکمن هستند در پهلوی برادران فارسی بان و  پشتون های ناقل (اوغان ها) هم مقداری کمی در قریجات آن زندگی می نمایید.
ولسوالی قیصار ۲٬۵۰۲ پهناوری کیلومتر می‌باشد و از شمال و غرب با ولسوالی‌ ولسوالی المار، از جنوب شرق با ولسوالی کوهستان و از جنوب غرب با ولایت بادغیس محدود می‌باشد. فاصلۀ این ولسوالی از مرکز میمنه ۶۴ کیلومتر است و در شاهراه میمنه-هرات موقعیت دارد.
قیصار در سال ۳۲ هجری توسط احنف ابن قیس فتح گردیده است. شمار قریه‌های ولسوالی قیصار ۲۲۶ قریه است. دارای شش بازار عبارتند از: بازار قیصار، بازار چهلگزی، بازار غورماچ، بازار چیچکتو، بازار شاخ و بازار چهارشنبه می‌باشد. و دارای یک باب شفاخانۀ ۲۰ بستری و چندین کلینیک جامع است.
وضعیت فرهنگی قیصار نسبت به سال‌های گذشته رو به بهبود است و دارای یک دارالمعلمین، ۹ باب مکتب لیسه و ۴۹ باب مکتب و در ضمن دارای سه انجمن علمی و فرهنگی و دو ماهنامه می‌باشد.
کوه‌ها و تپه‌ها مساحت این ولسوالی را تشکیل می‌دهد طبیعت ملایم و زیبا دارد در زمستان هوای آن سرد و در تابستان هوای آن معتدل و ملایم است و مردم از شهرها به‌خاطر تفریح کردن به این ولسوالی می‌آیند.